# Формула Стирлинга

Отношение (ln n!) к (n ln n − n) стремится к 1 с увеличением n

В математике формула Стирлинга (также формула Муавра — Стирлинга) — формула для приближённого вычисления факториала и гамма-функции. Названа в честь Джеймса Стирлинга и Абрахама де Муавра, последний считается автором формулы.
Наиболее используемый вариант формулы:
{\displaystyle \ln \Gamma (n+1)=\ln n!=n\ln n-n+O(\ln n).}
Следующий член в {\displaystyle O(\ln n)} это {\displaystyle {\frac {1}{2}}\ln(2\pi n)}; таким образом более точная аппроксимация:
{\displaystyle \lim _{n\to \infty }{\frac {n!}{{\sqrt {2\pi n}}\,\left({\frac {n}{e}}\right)^{n}}}=1,}
что эквивалентно
{\displaystyle n!\sim {\sqrt {2\pi n}}\left({\frac {n}{e}}\right)^{n}.}
Часто формулу Стирлинга записывают в виде
{\displaystyle n!={\sqrt {2\pi n}}\left({\frac {n}{e}}\right)^{n}\exp {\frac {\theta _{n}}{12n}},}
где {\displaystyle 0<\theta _{n}<1}, {\displaystyle n>0}.
Более точную оценку даёт формула
{\displaystyle n!={\sqrt {2\pi n}}\left({\frac {n}{e}}\right)^{n}\exp {\frac {1}{12n+\theta _{n}}},}
где {\displaystyle 0<\theta _{n}<1}, {\displaystyle n>0}.
В последней формуле максимальное значение {\displaystyle \theta _{n}} в действительности меньше 1 и примерно равно 0,7509.
Формула Стирлинга является приближением, полученным из разложения факториала в ряд Стирлинга, который при {\displaystyle n>0} имеет вид
{\displaystyle {\begin{aligned}n!&\sim {\sqrt {2\pi n}}\left({\frac {n}{e}}\right)^{n}\exp \sum _{k=1}^{\infty }{\frac {B_{2k}}{2k(2k-1)n^{2k-1}}}=\\&={\sqrt {2\pi n}}\left({\frac {n}{e}}\right)^{n}\left(1+{\frac {1}{12n}}+{\frac {1}{288n^{2}}}-{\frac {139}{51840n^{3}}}-{\frac {571}{2488320n^{4}}}+\cdots \right)=\\&={\sqrt {2\pi n}}\left({\frac {n}{e}}\right)^{n}\left(1+{\frac {1}{(2^{1})(6n)^{1}}}+{\frac {1}{(2^{3})(6n)^{2}}}-{\frac {139}{(2^{3})(2\cdot 3\cdot 5)(6n)^{3}}}-{}\right.\\&\qquad \left.{}-{\frac {571}{(2^{6})(2\cdot 3\cdot 5)(6n)^{4}}}+\cdots \right),\end{aligned}}}
где {\displaystyle B_{j}} — числа Бернулли с номером {\displaystyle j}.
В этой формуле используется символ эквивалентности вместо равенства, так как ряд расходится при каждом фиксированном {\displaystyle n}, однако он является асимптотическим разложением факториала при {\displaystyle n\to \infty }.